# 德南站 (法国)
德南站，是法国的一个铁路车站，位于法国东北部城市德南。

## 位置
德南站位于德南市区的北部。车站大致呈东西走向，开口朝南。

## 车站结构
德南站是一个普通的小型铁路车站，站内设有人工售票窗口及自动售票机，以及一个小型候车室。站前则有一片设施较为简陋的停车场。
德南站站内没有地下通道或天桥，前往1站台（瓦朗谢讷方向）的乘客需横穿铁路正线前往，因此该站存在一定的安全隐患。

## 停靠线路
以下列车线路在德南站停靠：
| 德南站列车线路表     |      |             |                                   |              |
| 线路                 | 车种 | 上一站      | 下一站                            | 大致运行频率 |
| 康布雷—瓦朗谢讷/里尔 | TER  | 布尚/卢尔什 | 普鲁维-蒂昂/特里特圣莱热/瓦朗谢讷 | 每天10趟左右 |
| 1.                   |      |             |                                   |              |

## 配套交通

### 城际客运
德南站对应的大巴车上下车地点位于车站前方，当某条铁路线施工或罢工时，SNCF会提供途径该线路沿途站点的大巴车。

### 市内交通
| 德南站附近的公共交通线路 |                     |                       |
| 公交车站名称             | 位置                | 停靠线路              |
| Gare du Nord             | 德南站门口          | 106路、111路、211路   |
| Jaurès                   | 德南站东南大约350米 | 瓦朗谢讷有轨电车1号线 |
| 1.                       |                     |                       |

## 临近车站
| 德南站（Gare de Denain）       |                      |               |
| 上行车站                       | 线路                 | 下行车站      |
| 卢尔什站                       | 卢尔什－瓦朗谢讷铁路 | 普鲁维-蒂昂站 |
| - 本表仅显示运营中的线路及车站 |                      |               |